# Raoulia (plant)
Raoulia is een geslacht uit de composietenfamilie (Asteraceae). De soorten zijn endemisch in Nieuw-Zeeland.

## Soorten
- Raoulia albosericea Colenso
- Raoulia apice-nigra Kirk
- Raoulia australis Hook.f. ex Raoul
- Raoulia beauverdii Cockayne
- Raoulia bryoides Hook.f.
- Raoulia buchananii Kirk
- Raoulia cinerea Petrie
- Raoulia eximia Hook.f.
- Raoulia glabra Hook.f.
- Raoulia goyenii Kirk
- Raoulia grandiflora Hook.f.
- Raoulia haastii Hook.f.
- Raoulia hectorii Hook.f.
- Raoulia hookeri Allan
- Raoulia mammillaris Hook.f.
- Raoulia monroi Hook.f.
- Raoulia parkii Buchanan
- Raoulia petriensis Kirk
- Raoulia rubra Buchanan
- Raoulia subsericea Hook.f.
- Raoulia subulata Hook.f.
- Raoulia tenuicaulis Hook.f.
- Raoulia youngii (Hook.f.) Beauverd

## Hybriden
- Raoulia × petrimia Kit Tan & R.J.D.McBeath